# 養蜂箱の板
スロベニア語でパニュッスカ・コンチニツァと呼ばれる板はミツバチの巣箱の前の部分を閉じる時に使う板のことである。
板の形は細長い長方形である。この板の高さは12センチから15センチで、長さは21センチから40センチで、厚さは1センチから1.5センチである。前の部分でハチが外に出るのため穴がある。ミツバチの巣箱の板は通例は柔らかい木で作られていて、油絵の具で描かれている。百科事典やウェブページによると、このスロベニアの典型的な民族芸術はゴレンスカ地方とコロシュカ地方のものだそうである。
最も古い養蜂家の戸板は18世紀に作成された。それ以来、スロベニア全国に広がっていった。養蜂箱の設形は第二次世界大戦後から変わっていない。養蜂家がなぜ様々な戸板を描き始めたであろうか。18世紀の中期にはハチが異なる色を見分けることが出来るということが分かった。それで、このように絵の具を使い始めたのだと言われている。それぞれの地方の養蜂家は絵の異なる板を使った。150年間で50,000以上のミツバチの巣箱の板ができた。
板を描いた人は田舎の画家である。彼らは自分で板の絵の描き方を考えた。多くの場合、彼らは聖書や聖人に関係のある主題を使用した。なぜならその主題がミツバチを保護すると考えたからである。他に使用した主題は農村部の生活や祭り、動物の描写、様々な歴史的な場面などである。
田舎では19世紀、養蜂がとても盛んである。養蜂家は裕福だったので、とても美しい養蜂箱の板を田舎の画家から買うことができた。
現代ではミツバチの巣箱の板は使われておらず、スロベニアの象徴的な意味があるものである。ミツバチの巣箱の板を描くことはスロベニアの歴史的な民芸である。特に、ラドヴリツァ町の養蜂博物館はスロベニアの養蜂の豊かな伝統が展示されている。